# Révolte des Maillotins

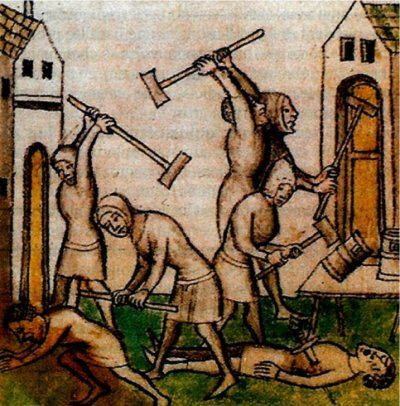
Révolte des maillets ou maillotins, enluminure d'une chronique française anonyme, Bibliothèque municipale de Besançon, XVe siècle.

La révolte des Maillotins est un soulèvement populaire qui s'est produit en 1382 à Paris sous le règne de Charles VI.
C'est l'une des nombreuses révoltes populaires, qui éclatent dans tout le royaume de France au cours de l'année 1382, comme celle de la Harelle en Normandie, à Rouen, ou celle des « Tuchins » en Auvergne et Languedoc, et voient le peuple se soulever pour protester — entre autres — contre l'oppression fiscale. L'origine des révoltes appartient aux métiers urbains ou au monde paysan aisé, à ceux qui sont concernés au premier chef par les prélèvements fiscaux. Mais ils sont rapidement dépassés par les couches inférieures qui transforment cette révolte contre l'impôt en révolte de la misère.
Les collecteurs de taxes et les usuriers sont les principales victimes du soulèvement populaire.

## Origine de la révolte

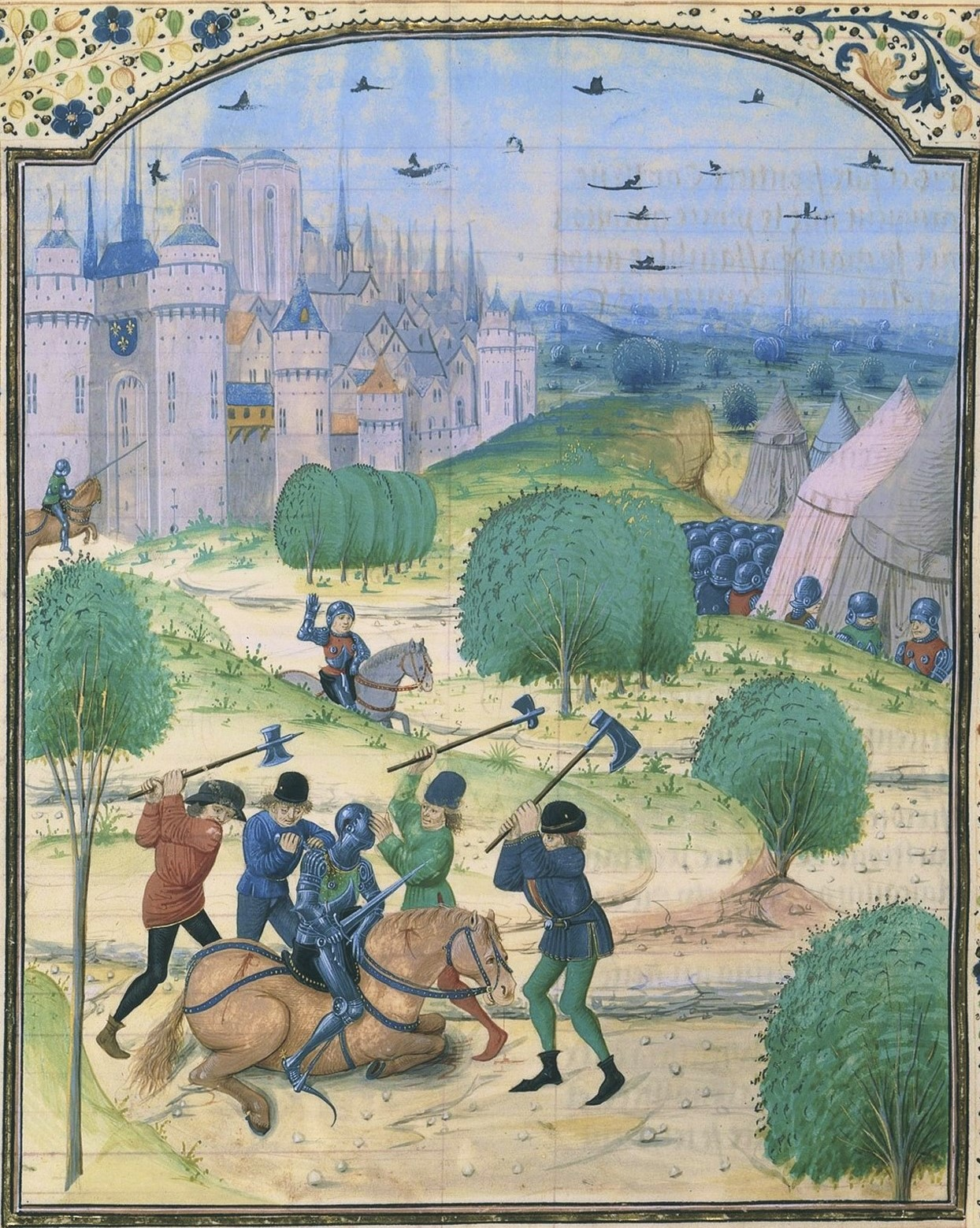
Des insurgés tuent un chevalier, miniature du XVe siècle.

Charles VI arrive au pouvoir en 1380 à l'âge de 12 ans. Louis d'Anjou, Jean de Berry et Philippe II de Bourgogne, oncles du jeune roi, assurent la régence du royaume et en profitent pour s'enrichir en augmentant les impôts.
Lors du rétablissement inique des taxes sur les denrées de première nécessité, les Parisiens se révoltent, rejoints par les paysans de Clichy et des Ternes.
Le 1er mars 1382, artisans, ouvriers, paysans saccagent et tuent ; à l'hôtel de ville et à l'arsenal. Ils s'emparent d'environ 2 000 lourds maillets de plomb, entreposés là dans l'attente d'une éventuelle attaque. Ainsi armés, ils s'en prennent aux juifs (16 tués), et aux collecteurs d'impôts (leurs registres sont brûlés). Ce sont eux qui libèrent Hugues Aubriot, ancien prévôt de Paris, qu'ils voulurent mettre à leur tête, mais il refusa ce dangereux honneur. Il meurt quelques mois plus tard, en 1382.
La révolte des Maillotins dura plusieurs mois avant que le pouvoir royal ne parvienne à reprendre la situation en main. Car pendant ce temps-là, le roi était en campagne en Flandres contre les révoltés flamands qu'il écrasa à la bataille de Roosebeke (27 novembre 1382). Les Parisiens apprirent la nouvelle le 1er décembre, et les envoyés du roi leur communiquèrent les conditions de leur soumission.

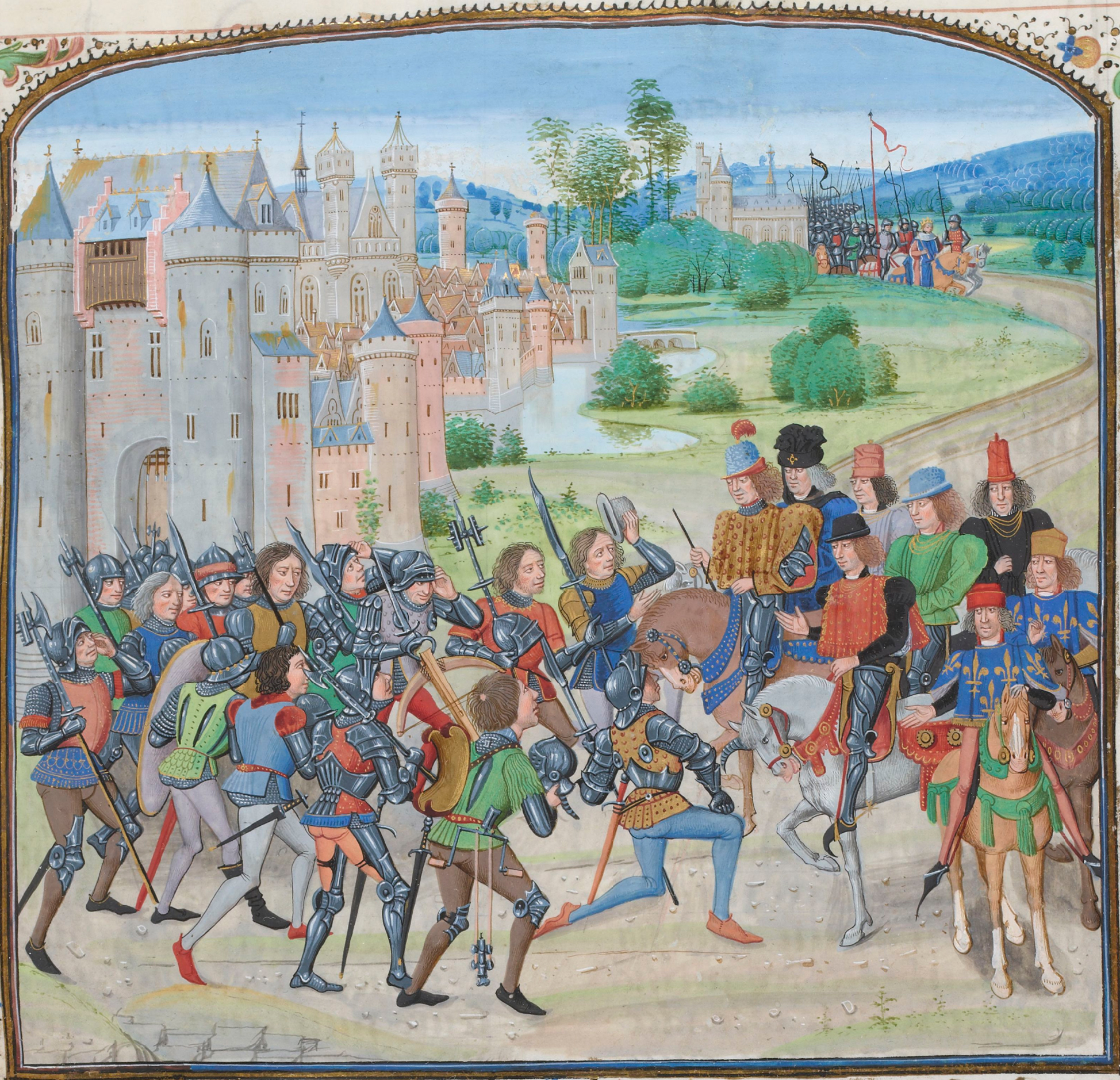
Retour de Charles à Paris après la révolte des Maillotins (Chroniques de Jean Froissart, XVe siècle, Paris, BnF).

Le roi marcha sur Paris à la tête de son armée victorieuse. Les habitants sortirent et allèrent à sa rencontre au nombre de trente mille hommes bien armés. Cette démonstration jeta l’effroi parmi la noblesse ; mais sans chefs, les Parisiens ne surent pas prendre la résolution de se défendre ; ils laissèrent pénétrer dans leurs murs le roi qui y entra avec ses troupes par une brèche, comme dans une ville conquise.
Michelet décrit ce retour « Lorsque le roi arriva, les bourgeois, pour le mieux fêter, crurent faire une belle chose en se mettant en bataille. Peut-être aussi espéraient-ils, en montrant ainsi leur nombre, obtenir de meilleures conditions. Ils s'étalèrent devant Montmartre en longues files ; il y avait un corps d'arbalétriers, un corps armé de boucliers et d'épées, un autre armé de maillets ; ces maillotins, à eux seuls, étaient vingt mille hommes ».
Le Roi ne montra aucune faiblesse, et en 1383, une répression terrible s'abattit sur les émeutiers dont les meneurs furent décapités ou pendus sans autre forme de procès. Cette véritable « révolte fiscale » déboucha sur la loi martiale et incita Charles VI à reprendre les choses en main.

## Origine du nom

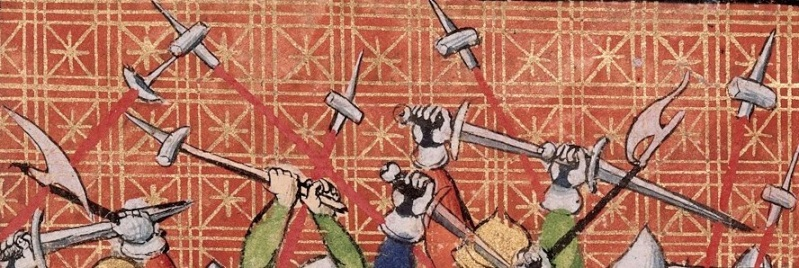
Bataille de maillotins contre des épées.

Le nom de maillotin vient de mail ou maillet, une arme employée dans les combats au Moyen Âge : « masse de combat (de fer ou de plomb) à long manche que portaient les gens de pied ; utilisés par les défenseurs des villes sur les remparts, les maillets servent à frapper les assaillants ».
Les émeutiers furent d'abord appelés maillets. C’est seulement à partir du XVIe siècle que l’on a appelé Maillotins les Parisiens révoltés en 1382.
Les maillets puis les maillotins sont cités dans les chroniques des XVe et XVIe siècles : « Ces gens d'armes plus de soixante mille et plus de cinquante mille maillets, et autres gens, comme arbalétriers et archers ». Dans Rabelais on trouve en 1552 que « les Parisiens avecques leurs mailletz, dont feurent surnommez Maillotins ».
Bainville, dans son Histoire de France publiée en 1924, écrit : « Le peuple pillait l'arsenal, s'armait, enlevait vingt mille maillets de fer : ce fut la sédition des maillotins ». En 1896, dans le poème Emblème du recueil Sylves, Jean Moréas utilise le terme « maillet » : « Prends la lance niellée avec les forts maillets les cuirasses rompants ».

## Origine du nom de porte Maillot et de la route de la révolte
Selon les historiens de la mairie du 17e arrondissement de Paris, la porte Maillot ne tiendrait pas son nom d'un jeu de mail qui aurait existé dans le proche bois de Boulogne, mais bien de la révolte des Maillotins de 1382. La route de la révolte partant de là et passant au nord de Montmartre pourrait alors bien rappeler la reddition de ces révoltés qui « s'étalèrent devant Montmartre en longues files » avec « les paysans de Clichy et des Ternes », et non, comme il est souvent affirmé, la révolte qui eut lieu en 1755 sous le règne de Louis XV.